# White Shadow
White Shadow es una película dramática de 2013 escrita, producida y dirigida por Noaz Deshe. Una coproducción internacional entre Alemania, Italia y Tanzania, se estrenó en la selección de la Semana de la Crítica en el 70 ° Festival Internacional de Cine de Venecia el 2 de septiembre de 2013. Ganó el premio León del futuro en el festival.
Posteriormente, se estrenó como participante en la Competencia Mundial de Cine Dramático en el Festival de Cine de Sundance 2014 el 17 de enero de 2014. También se proyectó en el Festival Internacional de Cine de San Francisco 2014 el 4 de mayo de 2014. Ryan Gosling junto con Matteo Ceccarini y Eva Riccobono fueron sus productores ejecutivos.

## Sinopsis
Alias, un joven albino, está escapando de los médicos locales, quienes están en medio de una cacería de albinos para usar partes de su cuerpo en pociones.

## Elenco
- Hamisi Bazili como Alias
- James Gayo como Kosmos
- Glory Mbayuwayu como Antoinette
- Salum Abdallah como Salum
- Riziki Ally como madre
- John S. Mwakipunda como Anulla
- Tito D. Ntanga como padre
- James P. Salala como Adin

## Recepción
White Shadow recibió críticas en su mayoría positivas. Guy Lodge of Variety, dijo en su reseña que "Noaz Deshe hace un debut asombroso con este drama sobre el comercio múltiple de albinos africanos". Boyd van Hoeij, en su reseña para The Hollywood Reporter, dijo que "este relato desgarrador de la lucha de un joven albino por la supervivencia en Tanzania es demasiado largo pero, no obstante, a menudo apasionante". Jessica Kiang, de IndieWire la calificó con una B + y elogió diciendo que "Tenemos que admitir que primero se requirió mucha paciencia y luego todo nuestro valor para llegar al final, pero simplemente hace que sea una película que es exactamente tan perturbadora como lo justifica su tema".

## Premios y nominaciones
| Año  | Premio                                    | Categoría                                      | Nominado   | Resultado |
| ---- | ----------------------------------------- | ---------------------------------------------- | ---------- | --------- |
| 2014 | Festival de cine de Sundance              | Gran premio del jurado cine mundial: dramático | Noaz Deshe | Nominado  |
| 2014 | Venice Film Festival                      | León del futuro                                | Noaz Deshe | Ganador   |
| 2014 | San Francisco International Film Festival | Premio al nuevo director- mención especial     | Noaz Deshe | Ganador   |
| 2014 | New Horizons Film Festival                | Gran Premio                                    | Noaz Deshe | Ganador   |